# Aposphaerion punctulatum
Aposphaerion punctulatum là một loài bọ cánh cứng trong họ Cerambycidae.